# 絆 (北乃きいの曲)
「絆」（きずな）は、北乃きいの3枚目のシングル。2011年3月2日にavex traxから発売された。

## 概要
前作「花束から約7ヶ月ぶりのシングル。表題曲「絆」は1stシングル表題曲「サクラサク」のアンサーソングになっている。CD+DVD、CD ONLY、CD+PHOTO BOOKの全3形態で発売。

## 収録曲
1. 絆 [4:38]
作詞：森月キャス
作曲：BOUNCEBACK
編曲：tasuku
  - TBS系『あらびき団』2011年度2・3月度エンディングテーマ
2. トドカナイ [5:36]
作詞：森月キャス
作曲：鈴木大輔
編曲：ats-
  - BeeTVドラマ『虹の向こうへ』主題歌
3. Wishing on a Star [3:48]
作詞：kenko-p
作曲：荒木佑介
編曲：ArmySlick
4. 絆（Instrumental）
5. トドカナイ（Instrumental）
6. Wishing on a Star（Instrumental）

DVD（CD+DVDのみ）
1. 絆 - Music Clip -
2. Offshot Clip

PHOTO BOOK（CD+PHOTO BOOKのみ）
1. オリジナル撮り下ろし フォトブックレット